# لويس غوميز (لاعب كرة قاعدة)
لويس غوميز (بالإسبانية: Luis Gómez)‏ هو لاعب كرة قاعدة مكسيكي، ولد في 19 أغسطس 1951 في غوادالاخارا في المكسيك.

## وصلات خارجية
- لويس غوميز على موقعبيزبول رفرنس.كوم (الدوري الرئيسي) (الإنجليزية)
- لويس غوميز على موقعبيزبول رفرنس.كوم (الدوري الثانوي) (الإنجليزية)
- لويس غوميز على موقع مشجعي الرسوم البيانية (الإنجليزية)